# Jacques Wynants
Pour les articles homonymes, voir Wynants.
Jacques Wynants (né le 28 juillet 1940 à Liège, mort le 18 novembre 2018 à Moresnet) est un historien belge, spécialiste de la Seconde Guerre mondiale et de l'histoire belge.

## Études
- Régent Langue maternelle-Histoire (St-Barthélemy Liège 1964)
- Licencié-agrégé en histoire (UCL-Jury d’Etat, 1982)
- Professeur à l'Institut Sainte-Claire Verviers (1964-1984)
- Directeur de l’institut Saint-François-Xavier à Verviers (1984-2000)

## Engagements
- Correspondant du Centre de Recherches et d’Études historiques de la Seconde Guerre mondiale, depuis 1969, centre devenu ensuite CEGES-SOMA, Centre d’Etudes et de Documentation Guerres et Sociétés contemporaines, puis CEGESOMA
- Président de l'asbl Les amis du CEGESOMA

- Membre du comité scientifique du Centre Touristique de la Laine et de la Mode (devenu Aqualaine) à Verviers (2000)

- Membre (1968) puis président (2003) de la Société verviétoise d’Archéologie et d’Histoire; Secrétaire de la Commission administrative des Musées de Verviers (2003)

- Président du Pouvoir Organisateur de l’Institut Sainte-Claire à Verviers (2003)

- Administrateur de l’ASBL ARC —Verviers (2003)

- Président du Conseil de Fabrique de l’église Saint-Remacle à Verviers (2002)

- Membre puis vice-président de l’ASBL Forum permanent des politiques de la jeunesse de l’arrondissement de Verviers (2002)

- Responsable de la chronique historique du site Best of Verviers pour la Société verviétoise d’Archéologie et d’Histoire (2008)

## Domaines de recherche
- Histoire de la région de Verviers

- La Seconde Guerre mondiale en Belgique et en Grande-Bretagne, et spécialement dans la  région verviétoise

- La première moitié du XXe siècle en Belgique et à Verviers en particulier

- L’histoire sociale belge et spécialement verviétoise du XVIIe siècle à nos jours

- L’immigration dans la province de Liège avant 1914

- La région anciennement dénommée « Les Cantons de l’Est », Eupen-Malmedy-Saint-Vith